# Museo de Arte del Tolima
El Museo de Arte del Tolima es un museo ubicado en Ibagué, Colombia, y es uno de los más activos museos regionales de Colombia. El proyecto del Museo de Arte del Tolima fue liderado por los artistas Darío Ortiz Robledo, Julio Cesar Cuitiva Riveros, durante la gobernación de Guillermo Alfonso Jaramillo Martínez.
El edificio del MAT fue inaugurado el 19 de diciembre de 2003 con un diseño del arquitecto Tolimense José Roberto Buenaventura quien había ganado un concurso organizado por la Sociedad Colombiana de Arquitectos para la realización de ese proyecto.
La colección permanente del museo consta de cerca de 500 obras de arte colombiano desde obras precolombinas hasta artistas de las últimas generaciones, así como con algunas piezas de arte latinoamericano contemporáneo.  Se destaca su sala de finales del siglo XIX con obras de Ricardo Acevedo Bernal, Francisco Antonio Cano, Epifanio Garay. También cuenta en su colección con obras de Alejando Obregón, Édgar Negret, Eduardo Ramírez Villamizar, Leonora Carrington, Carlos Cruz-Diez entre otros. Desde su apertura en el 2003 ha realizado más de 100 exposiciones de artistas nacionales y extranjeros, destacándose la muestra Botero en Ibagué en 2008 que contó con más de 60.000 visitantes.
Organiza eventos como el Salón tolimense de fotografía (con 20 ediciones), y el Simposio Internacional de escultura ciudad de Ibagué. Tiene un amplio programa pedagógico dirigido a la comunidad reconocido por La Red Nacional de Museos de Colombia.